# 2022年南達科他州州務卿選舉
2022年南達科他州州務卿選舉將於2022年11月8日舉行，選舉南達科他州州務卿。 現任共和黨州務卿史蒂夫·巴尼特宣布他競選連任。